# Fabula Fibula
『Fabula Fibula』（ファビュラ フィビュラ）は、BIGMAMAの7枚目のオリジナルアルバム。2017年3月22日にRX-RECORDSよりリリースされた。

## 概要
前作『Synchronicity』から8ヶ月ぶりのリリース。単独のオリジナルアルバムとしては『The Vanishing Bride』より、約2年1ヶ月ぶりのリリースとなる。CDのみの通常盤と、2017年2月10日に恵比寿リキッドルームにて開催されたライブ映像(副音声付き)が収められたDVDが同梱された初回限定盤の2形態でのリリースとなっている
本作は、『都市』『街』をテーマにしており、楽曲一つ一つが各々の『都市』『街』を表している。2015年に音楽の楽園をイメージした「MUTOPIA」を発表したとき、本作の構想の始まりになったという。そこから「音楽の楽園があるなら、その逆もあるはず」という発想で、曲に対して場所をイメージするようになった。
東出真緒や柿沼広也は、「前作と比べて良い意味でかなり力の抜けた作品になった」「自然体でできたアルバム」と発言している。ドラムスのリアド偉武は「元々は打ち込みに抵抗があり、リズム楽器はドラムで完結させないと美しくないと考えていたが、メンバーへの信頼や、バンドが作る音楽というものを考えたら拘らなくてもよい」といった内容の発言をしており、実際本作には打ち込みで完結している楽曲も在る。

## 楽曲解説
ファビュラ・フィビュラ
本作の表題曲。
「嘘をついた人には不幸の味がする飴玉を舐めさせる罰を与える都市」というテーマで制作された。
MUTOPIA
14thシングル曲。「ミュージック×ユートピア」で「音楽の楽園」をテーマにした。
Make Up Your Mind
PUMA THE MISSION のために作成された曲である．
イベント参加者には2016年11月12日配信でプレゼントされた．
2016年11月20日に配信限定でリリースされている。
迷い悩む人へ、選択に心を押す「決心」をテーマにしている。
BLINKSTONEの真実を
MVが作られている。
Merry-Go-Round
メリーゴーランドを馬目線で歌った楽曲。
背中の「杭」と後悔の意味の「悔い」をかけている。
737 3rd Ave, RT 10017
インストゥルメンタル曲。
レインコートになれたなら
「誰かが泣いているとずっと雨が降ってる」という街の設定。
SPECIALS (FFver)
15thシングル曲。アルバムバージョンであり、イントロが追加されている。

## 収録曲

### CD
| 全作曲・編曲: BIGMAMA。 |                                                                                   |           |            |      |
| #                       | タイトル                                                                          | 作詞      | 作曲・編曲 | 時間 |
| 1.                      | 「ファビュラ・フィビュラ」                                                        | 金井政人  | BIGMAMA    | 4:47 |
| 2.                      | 「MUTOPIA」                                                                       | 金井政人  | BIGMAMA    | 4:16 |
| 3.                      | 「ヒーローインタビュー」                                                          | 金井政人  | BIGMAMA    | 3:34 |
| 4.                      | 「Make Up Your Mind」(『PUMA THE MISSION ― Run The Night』 イベント テーマソング) | 金井政人  | BIGMAMA    | 5:00 |
| 5.                      | 「BLINKSTONEの真実を」                                                            | 金井政人  | BIGMAMA    | 3:41 |
| 6.                      | 「Merry-Go-Round」                                                                | 金井政人  | BIGMAMA    | 4:02 |
| 7.                      | 「Weekend Magic」                                                                 | 金井政人  | BIGMAMA    | 3:15 |
| 8.                      | 「Heartbreak Holiday」                                                            | 金井政人  | BIGMAMA    | 4:16 |
| 9.                      | 「737 3rd Ave, RT 10017」                                                         | -         | BIGMAMA    | 1:47 |
| 10.                     | 「レインコートになれたなら」                                                      | 金井政人  | BIGMAMA    | 4:52 |
| 11.                     | 「ALL RIGHT」                                                                     | 金井政人  | BIGMAMA    | 3:59 |
| 12.                     | 「SPOON DIVING」                                                                  | 金井政人  | BIGMAMA    | 2:52 |
| 13.                     | 「SPECIALS (FFver)」                                                              | 金井政人  | BIGMAMA    | 3:40 |
| 14.                     | 「愛はハリネズミのように」                                                        | 金井政人  | BIGMAMA    | 4:04 |
| 合計時間:               | 合計時間:                                                                         | 合計時間: | 54:05      |      |

### DVD（初回限定盤のみ）
2017年2月10日、恵比寿リキッドルームにて開催されたライブ映像が、副音声付きで収録されている。